# Odius carinatus
Odius carinatus är en kräftdjursart som först beskrevs av Charles Spence Bate 1862.  Odius carinatus ingår i släktet Odius och familjen Odiidae. Arten är reproducerande i Sverige. Inga underarter finns listade i Catalogue of Life.